# 曲直瀬道三

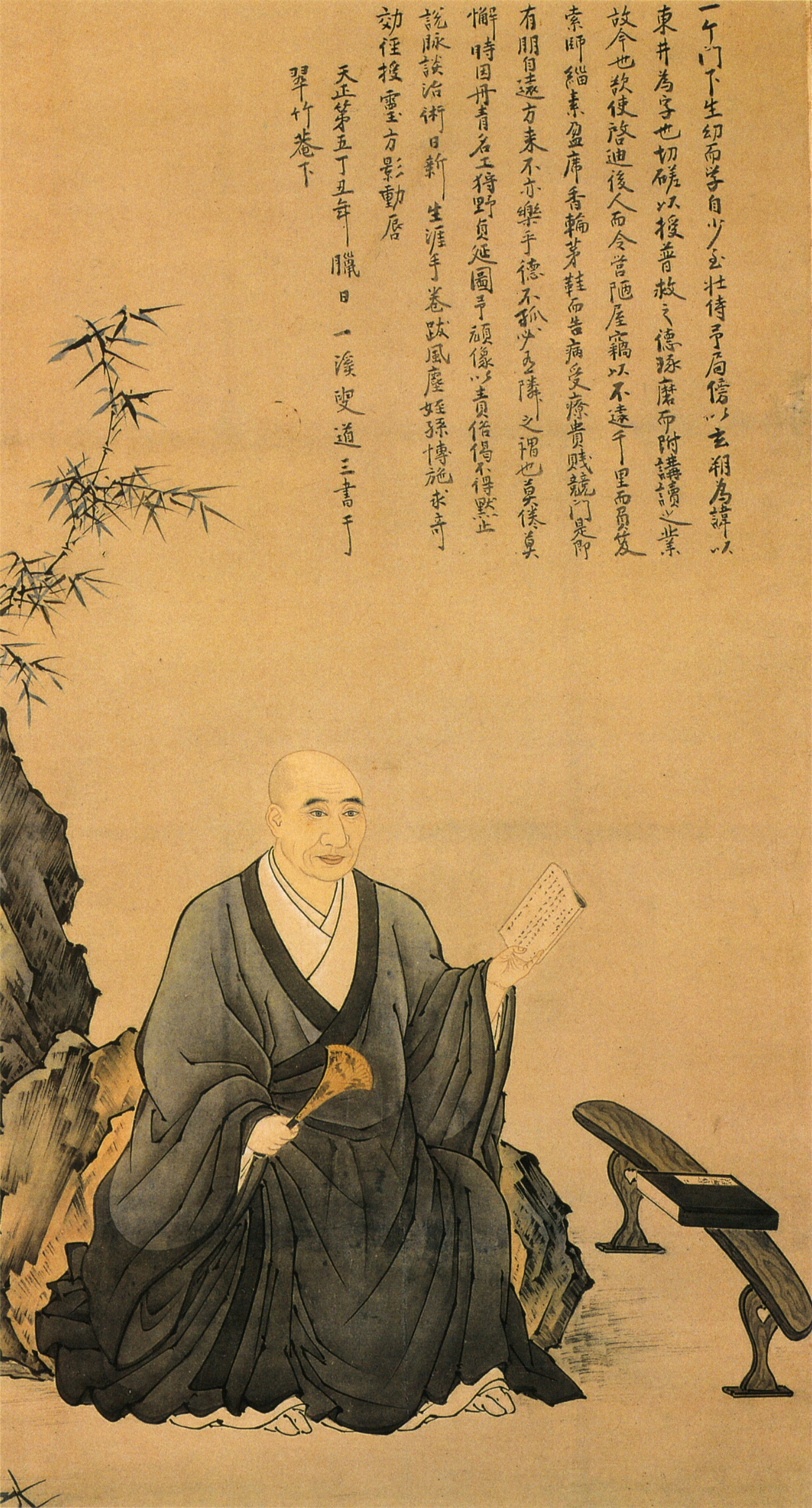
曲直瀬道三像（杏雨書屋蔵）

曲直瀬 道三（まなせ どうさん、永正4年9月18日（1507年10月23日） - 文禄3年1月4日（1594年2月23日））は、戦国時代から安土桃山時代の日本の医師。道三は号。諱は正盛（しょうせい/まさもり）または正慶（まさよし）。字は一渓。他に雖知苦斎（すいちくさい）、翠竹庵（すいちくあん）、啓迪庵（けいてきあん）など。本姓は元は源朝臣（宇多源氏）、のち橘朝臣。今大路家の祖。日本医学中興の祖として田代三喜・永田徳本などと並んで「医聖」と称される。養子に曲直瀬玄朔があり、後に2代目「道三」を襲名している。

## 略歴
父は近江源氏（宇多源氏）佐々木氏庶流の堀部左兵衛親真、母は多賀氏。道三が誕生した翌日に父と母が相次いで死去した。なお、『近江栗太郡志』によれば、道三は近江国栗太郡勝部村（現・滋賀県守山市）の佐々木氏一族勝部氏の一門の出とされ、母は目賀田攝津守綱清の娘、諱を正慶とし、父母死別後伯母に育てられたと伝えられている。幼少時、守山の大光寺内吉祥院にて学んだ（道三は勝部村に五反の農地を持ち、大成した後一反を大光寺に寄進したと伝えられ、天正5年12月翠竹庵道三著名の寄進状がある）。
永正13年（1516年）、五山文学の中心である京都の相国寺に入って喝食となり、詩文や書を学ぶ。この頃、姓を曲直瀬とする。享禄元年（1528年）、関東へ下って足利学校に学ぶ。ここで医学に興味を抱いたと言われる。名医として知られた田代三喜斎と佐野ノ赤見で出会い医学を志す。なお柳津で面会したというのは根拠のない俗説で佐野市赤見が正しい。入門して李朱医学（当時明からもたらされた最新の漢方医学）を修める。なお李朱医学とは便宜的造語で、当流医学が実情に則した実際の学派名である。当流は道三が創り出したとする説があるが、これは明らかな誤りで田代三喜から相伝されたものである。天文15年（1546年）、再び京都へ上ると、還俗して医業に専念。将軍・足利義藤（後の足利義輝）を診察し（以後、皇室や幕府へ出仕している事実から察すると、侍医として招聘されたものと考えられる）、その後の京都政界を左右した細川晴元、三好長慶などの武将にも診療を行い、松永久秀には性技指南書である『黄素妙論（こうそみょうろん）』を伝授するなどして、名声を高め京都に啓迪院（けいてきいん）と称する医学校を創建した。
それまでの観念的な治療方法を改め、道三流医道を完成させ、実証的な臨床医学の端緒を開き、四知（神・聖・功・巧）の方を生み出した。
永禄3年（1560年）10月、道三は初めて皇室に参仕し、正親町天皇の脈をとっている。以後皇室の医療にも従事することになる（『御湯殿上日記』）。
永禄5年（1562年）、幕府の芸・雲和平調停に加担して毛利氏に対する諸約定の早期履行を促すために中国地方に下向し、その後も毛利元就の疾病治療のため何度か下向することになり、道三流医術を中国地方に伝える契機となる。
永禄9年（1566年）、出雲月山富田城の尼子義久を攻めていた毛利元就が在陣中に病を得た際に、これを診療し、『雲陣夜話』を記す。
永禄9年（1566年）から永禄12年（1569年）にかけて、畠山義綱と道三の交流が確認される。この医道奥儀相伝を基礎とする交流の背景には能登畠山氏の歴代当主が文化を尊び、医道に深い関心を持っていたことと、義綱が中風の治療を希望していたことが挙げられる。

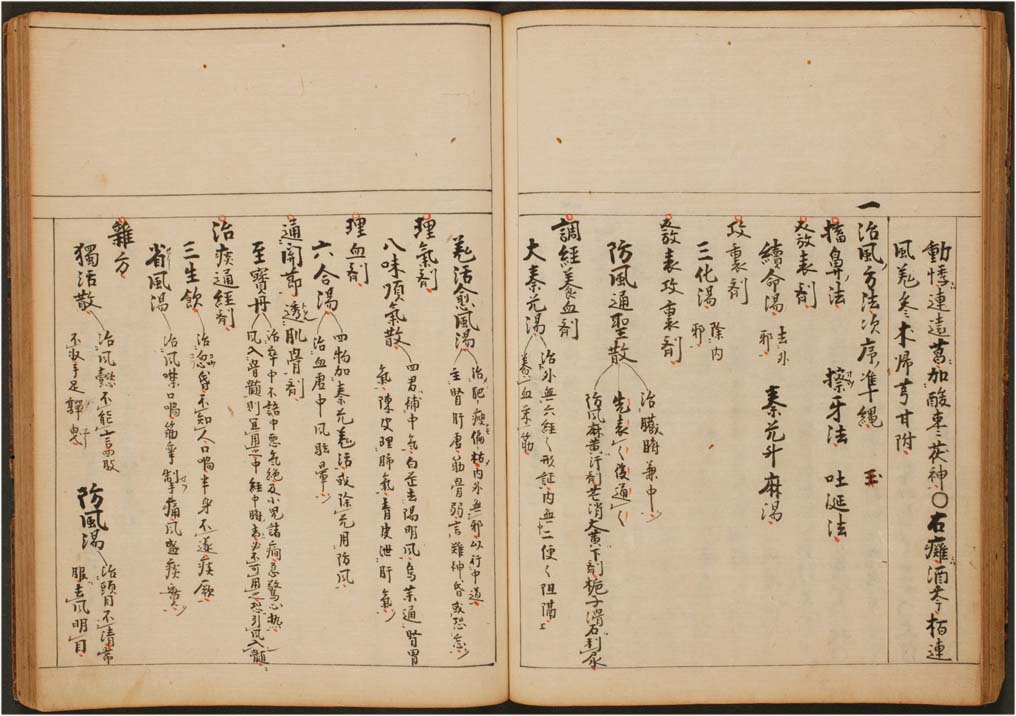
『啓迪集』の天正10年（1582年）写本（東京大学附属図書館蔵）

天正2年（1574年）には『啓迪集』を著し、同年に正親町天皇に拝謁を許され、診療を行い、同書を献上した。正親町天皇は僧・策彦周良に命じて序文を作らせている。この際に翠竹院の号を賜る。織田信長が上洛した後は、信長の診察も行い、名香・蘭奢待を下賜された。
天正16年（1588年）7月22日、京都に到着した毛利輝元が道三の屋敷で饗応を受け、輝元から道三に祝儀として銀子100枚、妻の介石にも銀子30枚が遣わされている。しかも輝元の暇乞いにあたっては道三が銀子20枚、妻の介石が銀子10枚を贈られており、破格の進物であった。
著書は『啓迪集』以外にも『薬性能毒』『百腹図説』『正心集』『指南鍼灸集』『弁証配剤医灯』『黄素妙論』『雲陣夜話』など数多く、数百人の門人に医術を教え、名医として諸国にその名を知られた。天正12年（1584年）、豊後国府内でイエズス会宣教師オルガンティノを診察したことがきっかけでキリスト教に入信し、洗礼を受ける（洗礼名はベルショール）。天正20年（1592年）には後陽成天皇から橘姓と今大路の家号を賜る。文禄3年1月4日（1594年2月23日）に没した。葬儀の際には平僧だけで20名が読経し、鹿苑院の院主も結縁のため参列していた。享年は88歳であった（『鹿苑日録』）。死後、正二位法印を叙任された。
墓所とされる京都の十念寺には、「一渓道三居士、文禄三年正月四日」と刻まれた石碑が現存している。
当代第一流の文化人でもあり、特に茶の湯のたしなみが深かった。宮本義己は道三の茶の湯執心の一因が禁裏や当世の有力者との交際を確保するための必要な手段であったと分析している。
長男の守眞は早逝したが、もう一人娘がいた。道三は妹の子・玄朔を養子に迎え、娘の子と娶わせて跡継ぎとし、門人と孫たちを縁組させ曲直瀬姓を継承させている。玄朔の今大路家を本家として、娘の長男の守柏（翠竹院）、門人で孫娘婿の正純（亨徳院）、門人で正純未亡人と再婚した玄由（寿徳院）、門人で玄朔の娘を娶った正琳（養安院）などの系列があった。その後も代々官医として続き、今大路家は半井家と共に幕府奥医師筆頭の典薬頭を世襲した。

## 神麴の処方応用
日本で本格的な神麴（しんきく）の製剤と処方は戦国時代で、他の本草とともに漢籍を参考にして道三独自の治験結果をよりどころとし、新たに実証的に精選されたもので、在来のそれとの関わりは認められない。しかも道三流医術の普及により広く実地医療に役立つ神麴の処方応用例は当代医療を代表とする特色のある新技術として評価される。

## 関連作品
小説
- 服部忠弘『医の旅路はるか 曲直瀬道三とその師田代三喜篇』
- 服部忠弘『医の旅路るてん 曲直瀬玄朔と聖医父曲直瀬道三篇』
- 山崎光夫『小説曲直瀬道三 乱世を医やす人』

ドラマ
- 戦のない世を目指して 〜戦国スーパードクター 曲直瀬道三〜（2016年1月13日放送、NHK　歴史秘話ヒストリア 演：大野洋史）